# Vigaeni
Vigaeni ist ein Verwaltungsbezirk (Ward) des Distrikts Mtwara (MC) in der tansanischen Region Mtwara.

## Geografie
Vigaeni liegt im Südosten von Tansania, es ist ein zentraler Bezirk der Regionshauptstadt Mtwara. Er grenzt im Norden an Shangani, im Osten an Likombe, im Süden an Majengo und Chikongola und im Westen an Rahaelo. Bei der Volkszählung 2022 lebten 3073 Menschen in 1038 Haushalten auf einer Fläche von 0,7 Quadratkilometern.

## Gliederung
Der Bezirk besteht aus sieben Stadtteilen (Mtaa):
- Kisutu A
- Kisutu B
- Kisutu C
- Mabatini A
- Mabatini B
- Soko Kuu
- Sinani

## Bildung
Die Rahaleo Secondary School ist eine öffentliche, weiterführende Tagesschule, die Jugendliche bis zur 4. Stufe ausbildet.